# 두틴험

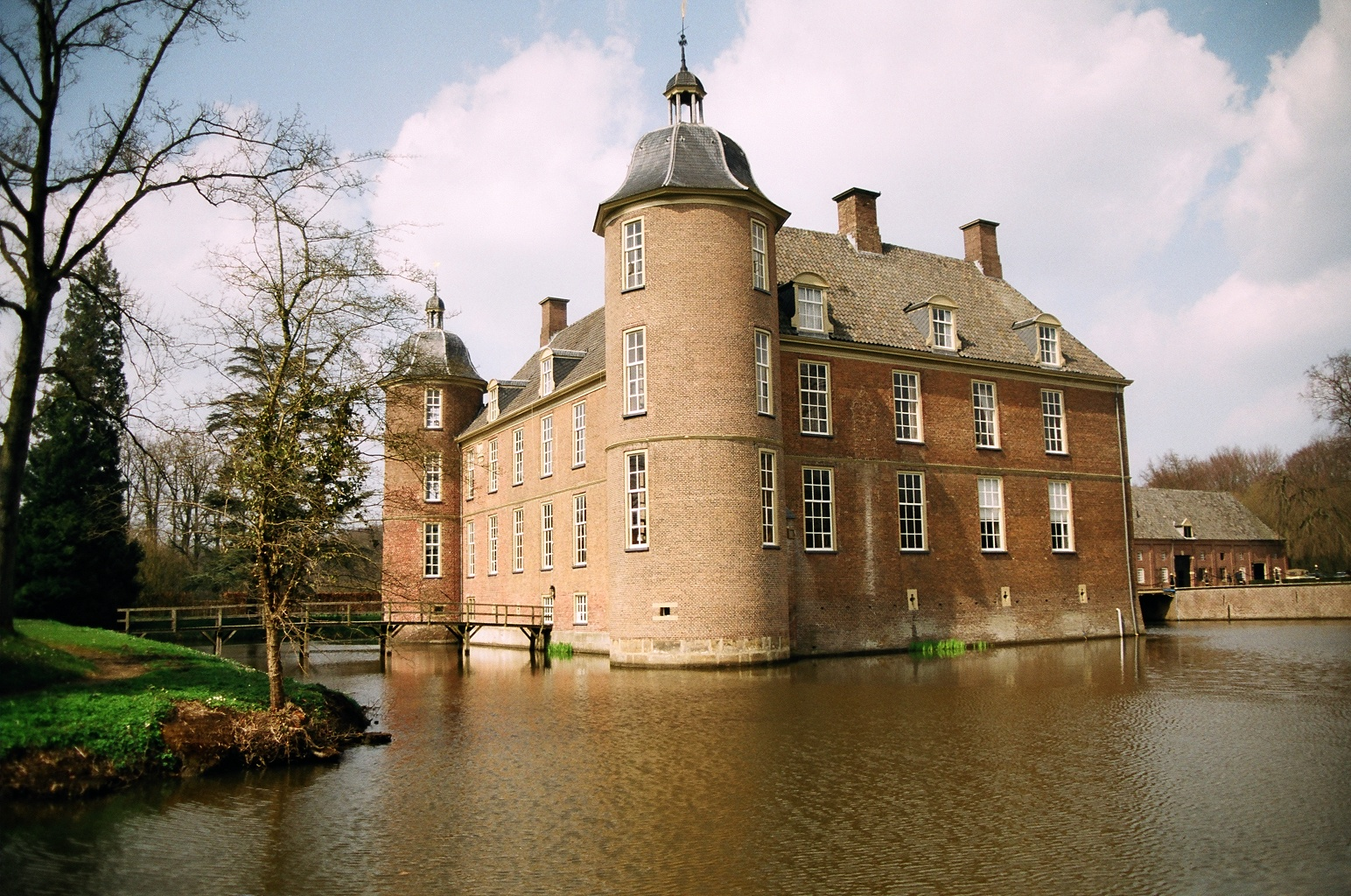
두틴험에 있는 슬랑엔뷔르흐(Slangenburg)성

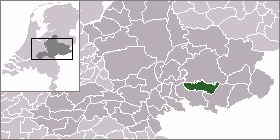
두틴험의 위치

두틴험(네덜란드어: Doetinchem)은 네덜란드 헬데를란트주의 도시로 면적은 79.66 km2, 인구는 56,436명(2014년 5월 기준), 인구 밀도는 714명/km2이다. 아이셀강과 접한다.